# Aigul Gafarova
Aigul Gafarova –en ruso, Айгуль Гафарова– (1978) es una deportista rusa que compitió en halterofilia. Ganó una medalla de plata en el Campeonato Europeo de Halterofilia de 1995, en la categoría de 70 kg.

## Palmarés internacional
| Campeonato Europeo | Campeonato Europeo  | Campeonato Europeo | Campeonato Europeo |
| Año                | Lugar               | Medalla            | Categoría          |
| ------------------ | ------------------- | ------------------ | ------------------ |
| 1995               | Beer Sheva (Israel) | Medalla de plata   | 70 kg              |